# Ordan-Larroque
Ordan-Larroque (Ordan e La Ròca en gascon) est une commune française située dans le centre du département du Gers en région Occitanie. Sur le plan historique et culturel, la commune est dans le Pays d'Auch, un territoire céréalier et viticole qui s'est également constitué en pays au sens aménagement du territoire en 2003.
Exposée à un climat océanique altéré, elle est drainée par l'Auloue, le ruisseau de Larros et par divers autres petits cours d'eau. La commune possède un patrimoine naturel remarquable composé de trois zones naturelles d'intérêt écologique, faunistique et floristique.
Ordan-Larroque est une commune rurale qui compte 868 habitants en 2022, après avoir connu une forte hausse de la population depuis 1968. Elle fait partie de l'aire d'attraction d'Auch. Ses habitants sont appelés les Ordanais ou  Ordanaises.
Le patrimoine architectural de la commune comprend un immeuble protégé au titre des monuments historiques : la pile gallo-romaine, classée en 1976.

## Géographie

### Localisation
La commune  d'Ordan-Larroque est située sur la rivière Auloue à 13 km à l'ouest d'Auch, en sortie du Bois d'Auch. Elle fait partie de l'aire urbaine d'Auch.
Le village est construit sur un éperon rocheux dominant la vallée.

#### Communes limitrophes
Les communes limitrophes sont Saint-Lary, Antras, Auch, Barran, Biran et Castin.
| Antras | Saint-Lary     |        |
| Biran  | Ordan-Larroque | Castin |
|        | Barran         | Auch   |

### Géologie et relief
La superficie d'Ordan-Larroque est de 4 264 hectares, ce qui en fait la treizième commune la plus vaste du département du Gers. Son altitude varie entre 135 et 273 mètres.
Ordan-Larroque se situe en zone de sismicité 1 (sismicité très faible).

### Hydrographie

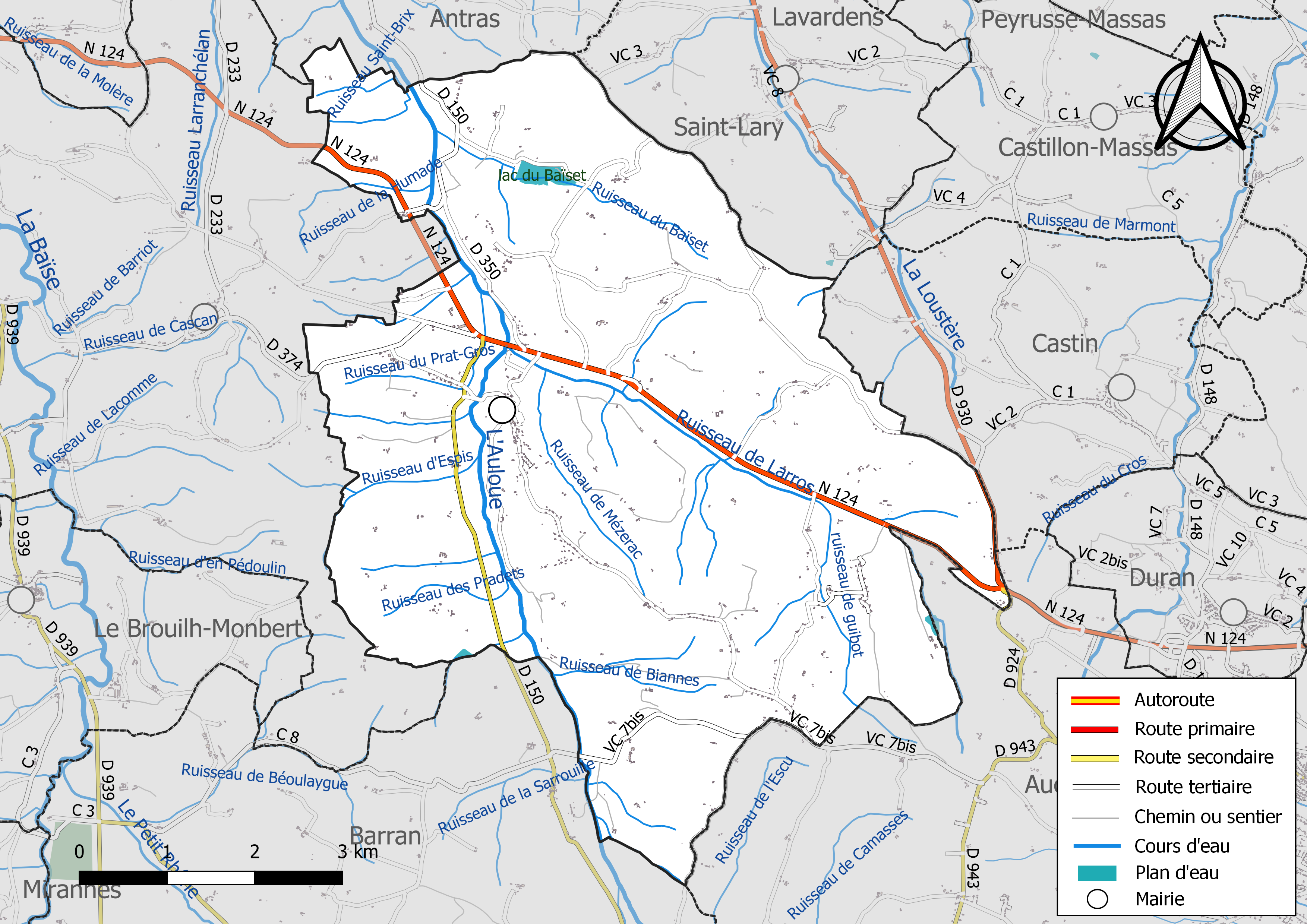
Réseaux hydrographique et routier d'Ordan-Larroque.

La commune est dans le bassin de la Garonne, au sein du bassin hydrographique Adour-Garonne. Elle est drainée par l'Auloue, le ruisseau de Larros, le ruisseau de Biannes, le ruisseau de Gaugens, le ruisseau de guibot, le ruisseau de la Humade, le ruisseau de la Prégoune, le ruisseau de la Sarrouille, le ruisseau de Lasserrotte, le ruisseau de Longua, le ruisseau de Mézerac, le ruisseau d'Empiol, le ruisseau d'Espis, le ruisseau des Pradets, et par divers petits cours d'eau, qui constituent un réseau hydrographique de 54 km de longueur totale,.
L'Auloue, d'une longueur totale de 45,4 km, prend sa source dans la commune de L'Isle-de-Noé et s'écoule vers le nord. Il traverse la commune et se jette dans la Baïse à Valence-sur-Baïse, après avoir traversé 16 communes.

### Climat
Pour des articles plus généraux, voir Climat de l'Occitanie et Climat du Gers.
En 2010, le climat de la commune est de type climat océanique altéré, selon une étude s'appuyant sur une série de données couvrant la période 1971-2000. En 2020, Météo-France publie une typologie des climats de la France métropolitaine dans laquelle la commune est toujours exposée à un climat océanique altéré et est dans la région climatique Aquitaine, Gascogne, caractérisée par une pluviométrie abondante au printemps, modérée en automne, un faible ensoleillement au printemps, un été chaud (19,5 °C), des vents faibles, des brouillards fréquents en automne et en hiver et des orages fréquents en été (15 à 20 jours).
Pour la période 1971-2000, la température annuelle moyenne est de 13 °C, avec une amplitude thermique annuelle de 15,8 °C. Le cumul annuel moyen de précipitations est de 817 mm, avec 10,1 jours de précipitations en janvier et 6,9 jours en juillet. Pour la période 1991-2020, la température moyenne annuelle observée sur la station météorologique la plus proche, située sur la commune d'Auch à 11 km à vol d'oiseau, est de 13,5 °C et le cumul annuel moyen de précipitations est de 695,8 mm,. Pour l'avenir, les paramètres climatiques de la commune estimés pour 2050 selon différents scénarios d’émission de gaz à effet de serre sont consultables sur un site dédié publié par Météo-France en novembre 2022.

### Milieux naturels et biodiversité

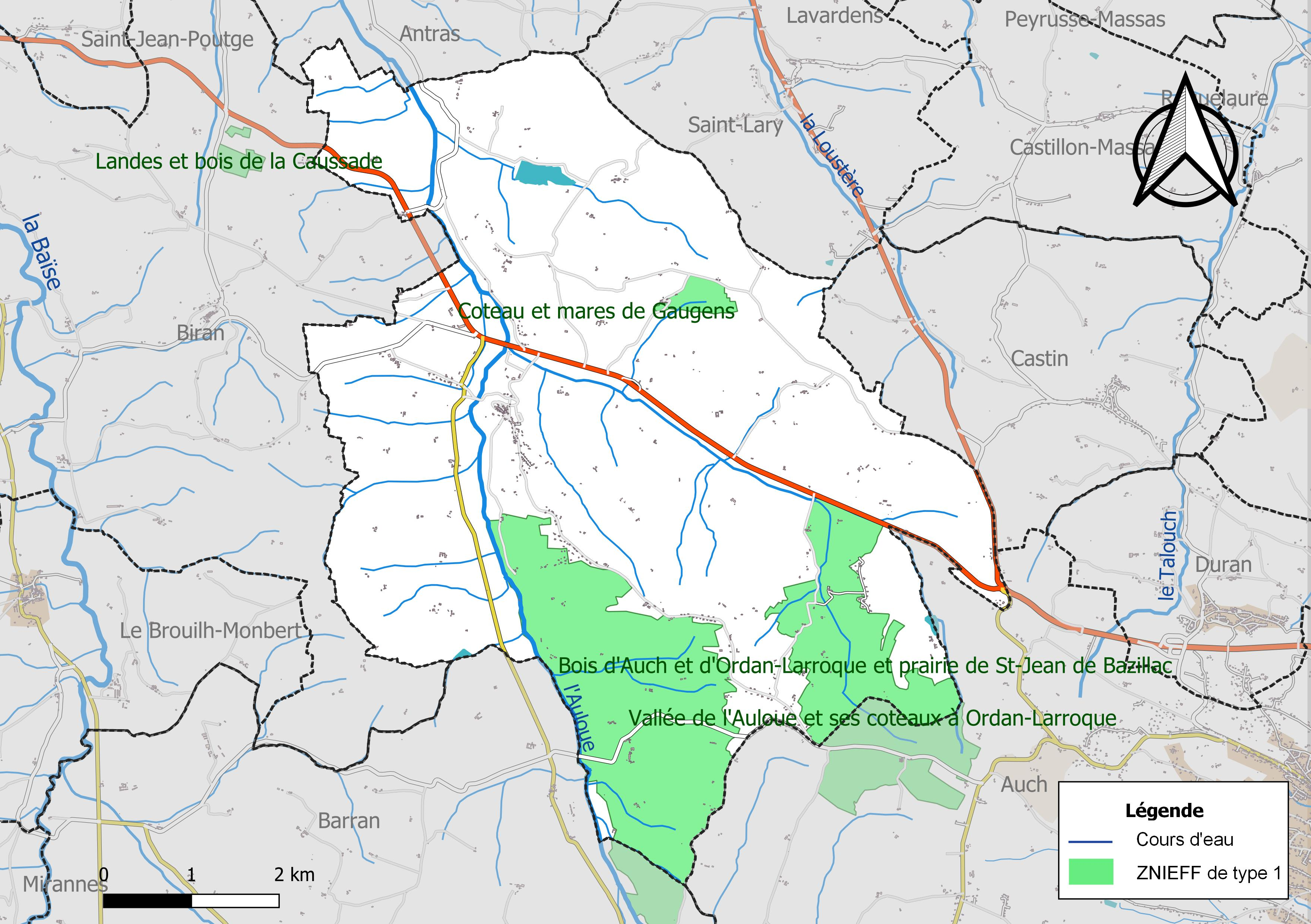
Carte des ZNIEFF de type 1 localisées sur la commune.

L’inventaire des zones naturelles d'intérêt écologique, faunistique et floristique (ZNIEFF) a pour objectif de réaliser une couverture des zones les plus intéressantes sur le plan écologique, essentiellement dans la perspective d’améliorer la connaissance du patrimoine naturel national et de fournir aux différents décideurs un outil d’aide à la prise en compte de l’environnement dans l’aménagement du territoire.
Trois ZNIEFF de type 1 sont recensées sur la commune :
- les « bois d'Auch et d'Ordan-Larroque et prairie de St-Jean de Bazillac » (405 ha), couvrant 2 communes du département[14] ;
- le « coteau et mares de Gaugens » (24 ha)[15] ;
- la « vallée de l'Auloue et ses coteaux à Ordan-Larroque » (620 ha), couvrant 2 communes du département[16] ;

## Urbanisme

### Typologie
Au 1er janvier 2024, Ordan-Larroque est catégorisée commune rurale à habitat très dispersé, selon la nouvelle grille communale de densité à sept niveaux définie par l'Insee en 2022.
Elle est située hors unité urbaine. Par ailleurs la commune fait partie de l'aire d'attraction d'Auch, dont elle est une commune de la couronne,. Cette aire, qui regroupe 112 communes, est catégorisée dans les aires de 50 000 à moins de 200 000 habitants,.

### Occupation des sols
L'occupation des sols de la commune, telle qu'elle ressort de la base de données européenne d’occupation biophysique des sols Corine Land Cover (CLC), est marquée par l'importance des territoires agricoles (90,1 % en 2018), une proportion sensiblement équivalente à celle de 1990 (89,4 %). La répartition détaillée en 2018 est la suivante : 
terres arables (41,4 %), zones agricoles hétérogènes (32,1 %), prairies (16,6 %), forêts (9,9 %). L'évolution de l’occupation des sols de la commune et de ses infrastructures peut être observée sur les différentes représentations cartographiques du territoire : la carte de Cassini (XVIIIe siècle), la carte d'état-major (1820-1866) et les cartes ou photos aériennes de l'IGN pour la période actuelle (1950 à aujourd'hui).

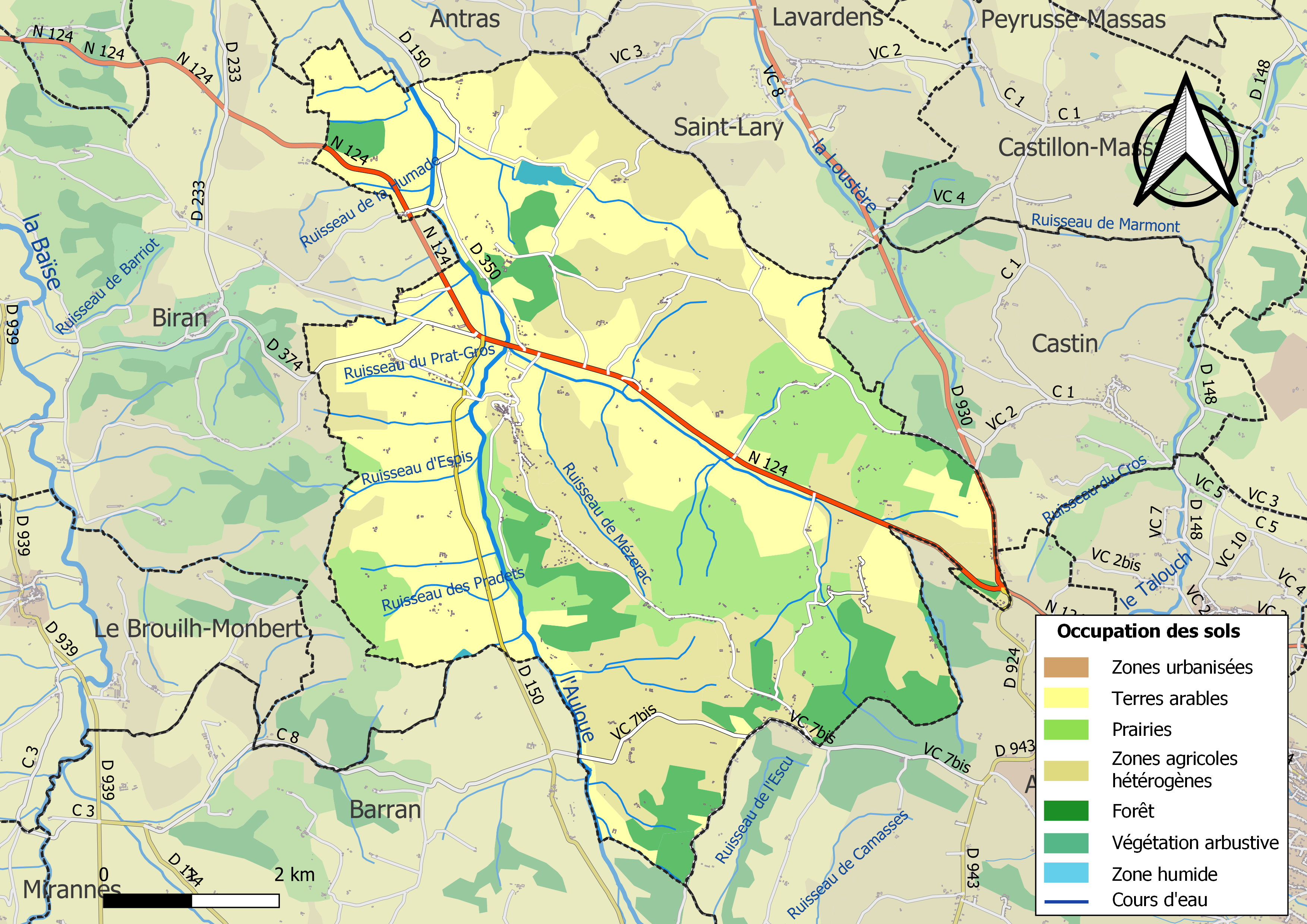
Carte des infrastructures et de l'occupation des sols de la commune en 2018 (CLC).

### Voies de communication et transports

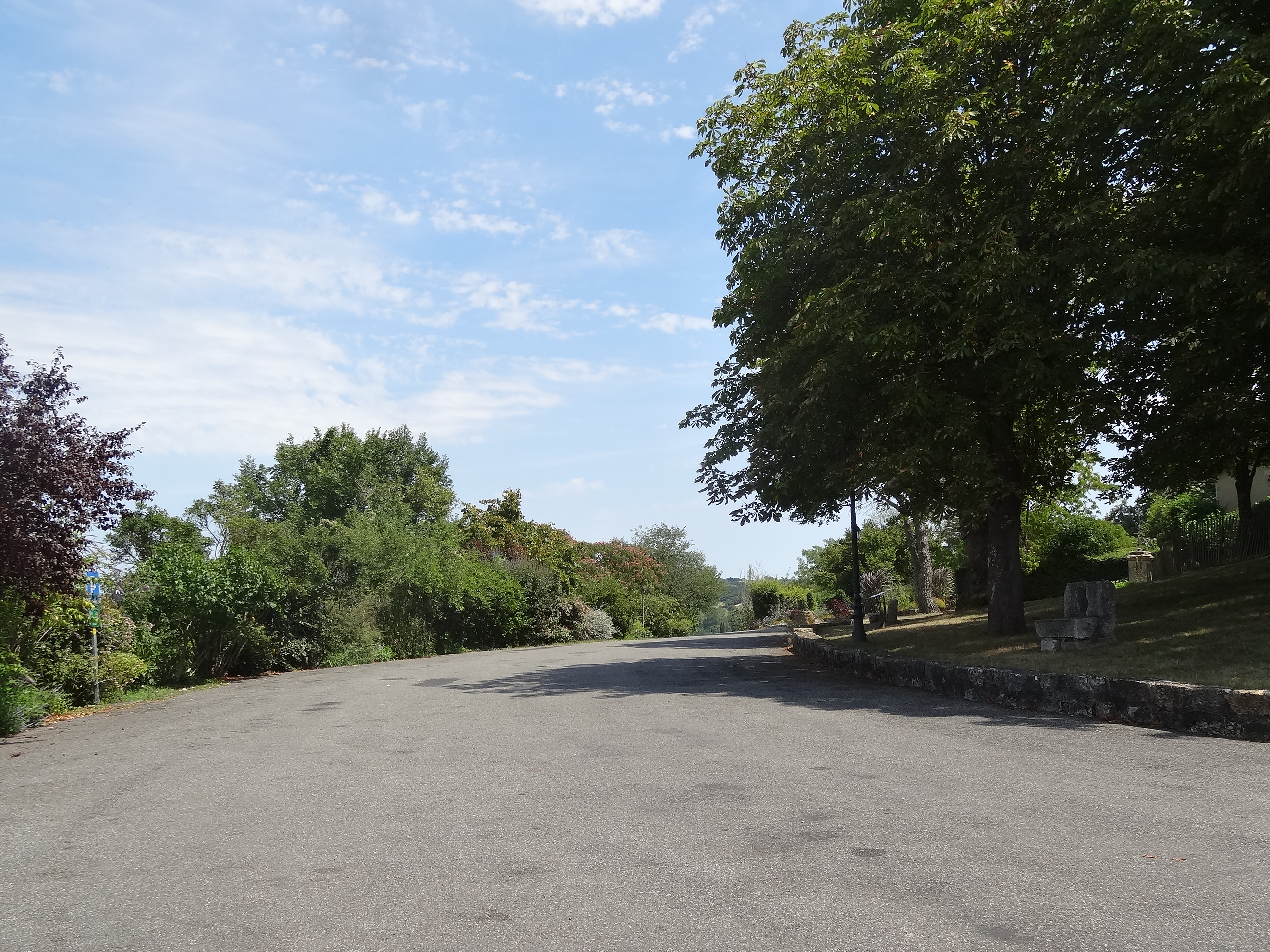
Parking situé à l'arrière de l'église.

Ordan-Larroque est traversée par la route nationale 124.

### Risques majeurs
Le territoire de la commune d'Ordan-Larroque est vulnérable à différents aléas naturels : météorologiques (tempête, orage, neige, grand froid, canicule ou sécheresse) et séisme (sismicité très faible). Il est également exposé à un risque technologique, le transport de matières dangereuses. Un site publié par le BRGM permet d'évaluer simplement et rapidement les risques d'un bien localisé soit par son adresse soit par le numéro de sa parcelle.

#### Risques naturels

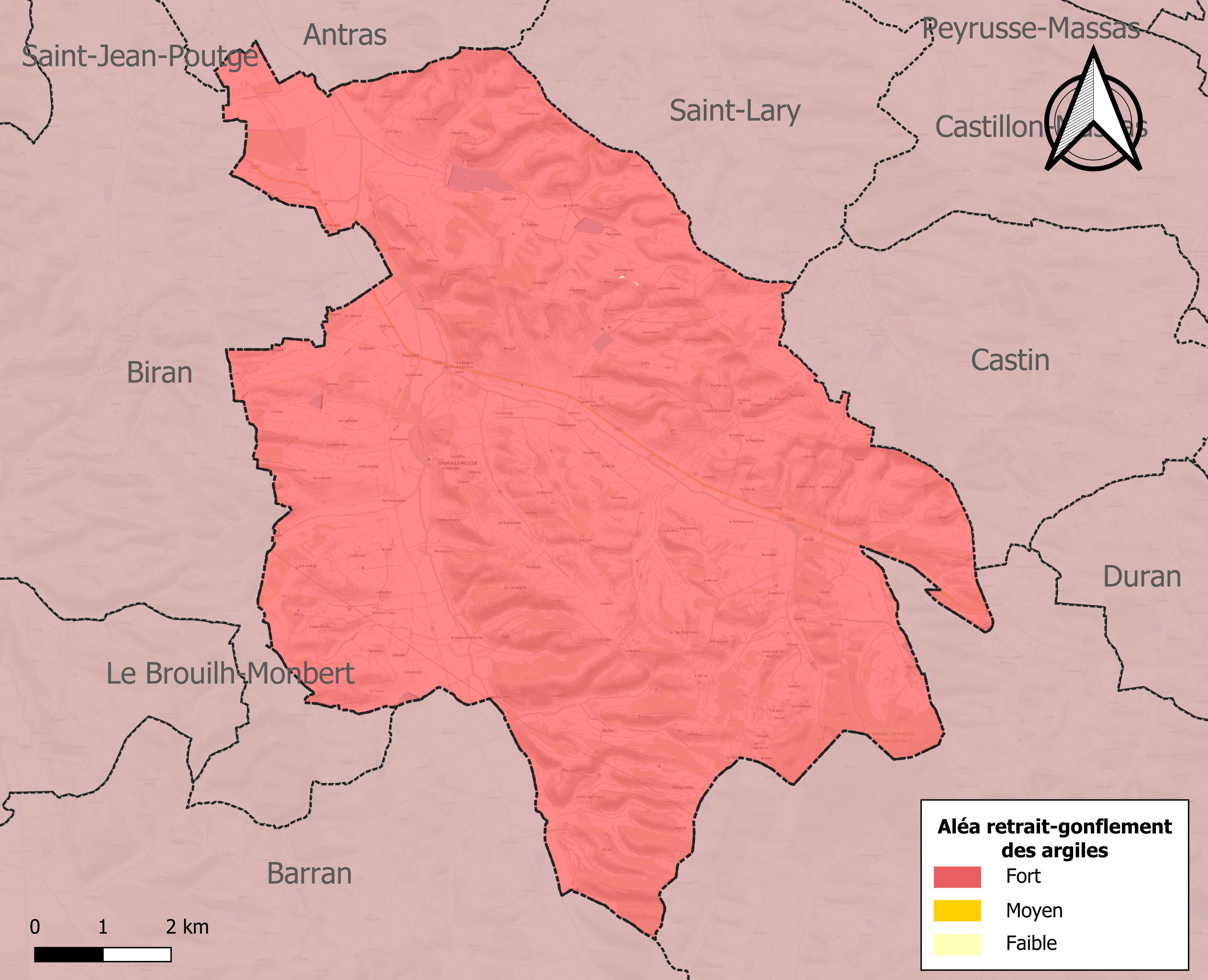
Carte des zones d'aléa retrait-gonflement des sols argileux d'Ordan-Larroque.

Le retrait-gonflement des sols argileux est susceptible d'engendrer des dommages importants aux bâtiments en cas d’alternance de périodes de sécheresse et de pluie. La totalité de la commune est en aléa moyen ou fort (94,5 % au niveau départemental et 48,5 % au niveau national). Sur les 388 bâtiments dénombrés sur la commune en 2019, 388 sont en aléa moyen ou fort, soit 100 %, à comparer aux 93 % au niveau départemental et 54 % au niveau national. Une cartographie de l'exposition du territoire national au retrait gonflement des sols argileux est disponible sur le site du BRGM,.
Par ailleurs, afin de mieux appréhender le risque d’affaissement de terrain, l'inventaire national des cavités souterraines permet de localiser celles situées sur la commune.
La commune a été reconnue en état de catastrophe naturelle au titre des dommages causés par les inondations et coulées de boue survenues en 1999 et 2009. Concernant les mouvements de terrains, la commune a été reconnue en état de catastrophe naturelle au titre des dommages causés par la sécheresse en 1989, 1992, 1998, 2003, 2009, 2011, 2015, 2016, 2017 et 2019 et par des mouvements de terrain en 1999 et 2013.

#### Risques technologiques
Le risque de transport de matières dangereuses sur la commune est lié à sa traversée par des infrastructures routières ou ferroviaires importantes ou la présence d'une canalisation de transport d'hydrocarbures. Un accident se produisant sur de telles infrastructures est en effet susceptible d’avoir des effets graves au bâti ou aux personnes jusqu’à 350 m, selon la nature du matériau transporté. Des dispositions d’urbanisme peuvent être préconisées en conséquence.

## Toponymie
Ordan viendrait du mot basque Urdax qui signifie « petit plateau » (voir toponymie basque) le village est bâti sur un plateau mais aucune villa gallo-romaine ne lui a donné son nom. Larroque quant à lui veut dire « le gros rocher », c'est que la commune d'Ordan-Larroque se trouve sur un éperon rocheux, d'où le nom gascon La Ròca (fréquent en Occitanie).
Le nom de la commune, comme celui la Gascogne dont elle fait partie, vient du basque ancien ou proto-basque, les Gaulois n'ayant jamais peuplé le sud de la Garonne. Auch s'écrivait Aux car le x ce prononce « ch » en basque, en témoignent de nombreux manuscrits en latins[réf. souhaitée].

## Histoire

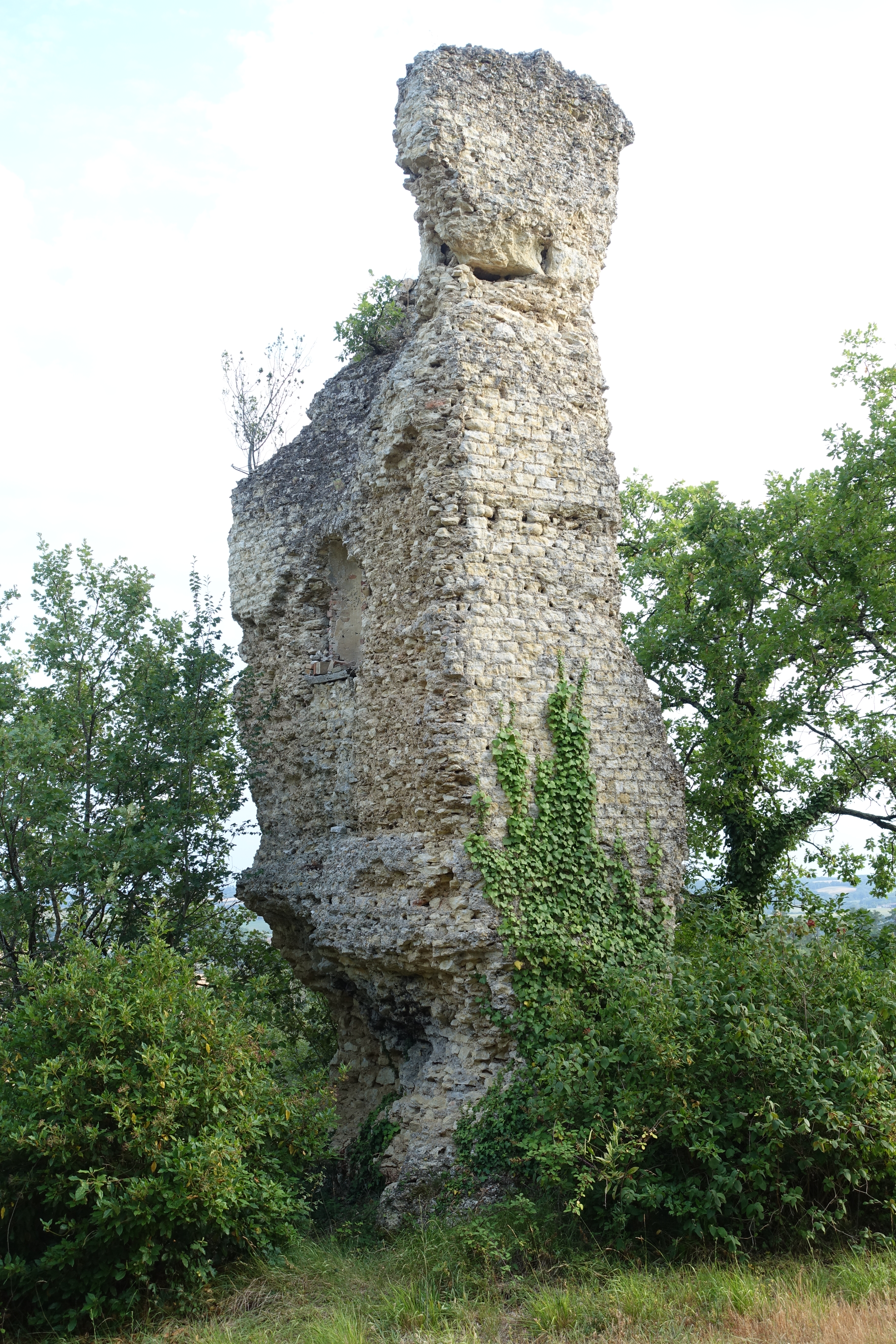
Pile gallo-romaine d'Ordan-Larroque (Peyrelongue).

De nombreuses haches de pierre taillées ou polies trouvées sur la commune témoignent d'une occupation aux périodes paléolithique et néolithique. La présence romaine à partir du Ier siècle a laissé de nombreux vestiges sur la commune. La villa romaine de Cassan abrite encore aujourd'hui des piles gallo-romaines. Une voie romaine traverse le nord de la commune. Le château Larroque, des seigneurs puis comtes de La Roque-Ordan, au bord de la voie romaine, est encore habité à ce jour. Le village faisait partie de la baronnie de Biran, sous le comté de Pardiac. Le Moyen Âge a conduit les seigneurs de La Roque-Ordan à élever des buttes entourées de fossés (mottes castrales). Un château fut construit aux XIe et XIIe siècles sur l'emplacement de l'actuel village d'Ordan et dépérit au XVIe ; les restes des murailles sont toujours visibles.
Lors de la Révolution, Ordan devient une commune. La paroisse de Saint-Jean-de-Bazillac, également promue à ce nouveau statut, fut quant à elle rapidement absorbée par Ordan[réf. nécessaire]. En 1824, la commune d'Ardenne est fusionnée en son sein, et en 1828, les communes de Larroque-Ordan et de Meilhan furent aussi fusionnées. Ordan fut ainsi renommée Ordan-Larroque.

## Politique et administration

### Liste des maires
Les maires depuis la fin de la Seconde Guerre mondiale ont été successivement : MM. Sainte-Marie, Albert Bourousse, puis Maurice Gouazé.
| Période   | Période  | Identité           | Étiquette      | Qualité            |
| --------- | -------- | ------------------ | -------------- | ------------------ |
| mars 1995 | 2008     | Michel Barthe      | UMP            | Conseiller général |
| mars 2008 | En cours | Marie Line Everlet | Sans étiquette | Fonctionnaire      |

### Politique environnementale
La commune a été récompensée par quatre fleurs et la distinction Grand prix au palmarès 2007 du concours des villes et villages fleuris.
Elle possède également un très vieil érable champêtre, fruit de la tradition botanique du village.

## Population et société

### Démographie
| 1793 | 1800 | 1806 | 1821 | 1831  | 1841  | 1846  | 1851  | 1856  |
| ---- | ---- | ---- | ---- | ----- | ----- | ----- | ----- | ----- |
| 773  | 852  | 790  | 770  | 1 178 | 1 087 | 1 140 | 1 104 | 1 067 |

| 1861  | 1866  | 1872  | 1876  | 1881  | 1886  | 1891 | 1896 | 1901 |
| ----- | ----- | ----- | ----- | ----- | ----- | ---- | ---- | ---- |
| 1 117 | 1 053 | 1 040 | 1 024 | 1 054 | 1 040 | 902  | 845  | 812  |

| 1906 | 1911 | 1921 | 1926 | 1931 | 1936 | 1946 | 1954 | 1962 |
| ---- | ---- | ---- | ---- | ---- | ---- | ---- | ---- | ---- |
| 821  | 807  | 789  | 742  | 772  | 797  | 702  | 658  | 611  |

| 1968 | 1975 | 1982 | 1990 | 1999 | 2005 | 2006 | 2010 | 2015 |
| ---- | ---- | ---- | ---- | ---- | ---- | ---- | ---- | ---- |
| 468  | 511  | 620  | 738  | 774  | 862  | 874  | 932  | 919  |

| 2020 | 2022 | - | - | - | - | - | - | - |
| ---- | ---- | - | - | - | - | - | - | - |
| 884  | 868  | - | - | - | - | - | - | - |

En 2005, d'après l'INSEE, Ordan-Larroque comptait 89 habitants de plus soit 862 habitants (+11,5 %). 52,5 % d'hommes et 47,5 % de femmes.
Les Ordanais étaient 774 en 1999, soit une hausse de 5 % depuis 1990 et de 25 % depuis 1982. Leur nombre continue à augmenter régulièrement, amenant à l'ouverture d'une quatrième classe dans l'école communale en septembre 2003.

### Enseignement
École maternelle et élémentaire de Ordan-Larroque située sur la place Ecole, elle fait partie de l'académie de Toulouse.

### Manifestations culturelles et festivités
Depuis 2003, l'association Culture et Loisirs au Village organise, chaque deuxième dimanche d'octobre "La Journée des Plantes Rares". Plus de 30 pépiniéristes producteurs et collectionneurs privilégiant des méthodes de culture biologique ou raisonnée, présentent des plantes rares ou tombées dans l’oubli. Cette manifestation, reconnue au niveau du Grand Sud Ouest accueille chaque année plus de 3 000 visiteurs, acheteurs et amateurs éclairés.

## Économie

### Revenus

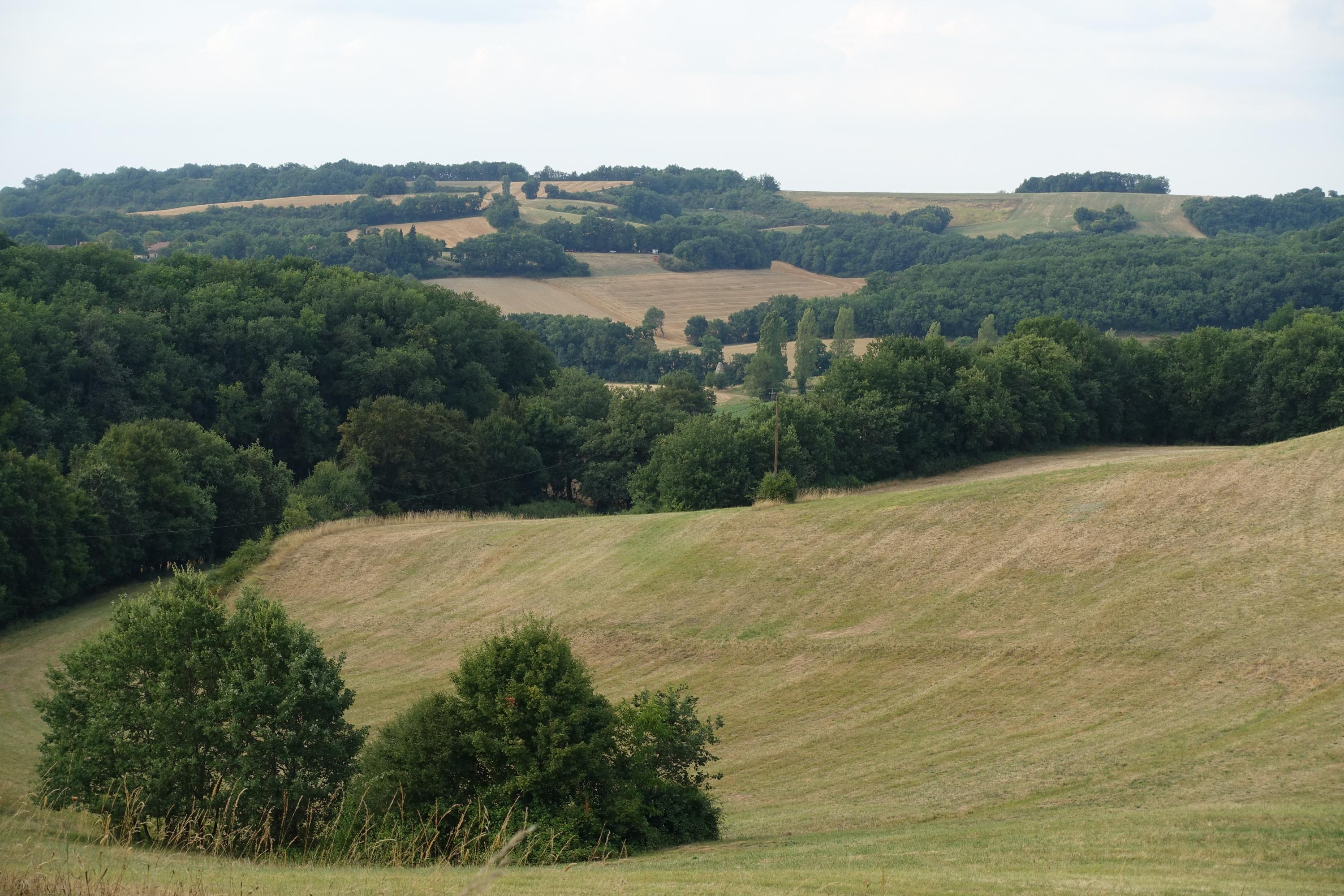
Paysage agricole à Ordan-Larroque.

En 2018  (données Insee publiées en septembre 2021), la commune compte 361 ménages fiscaux, regroupant 843 personnes. La médiane du revenu disponible par unité de consommation est de 23 650 € (20 820 € dans le département).

### Emploi
|                | 2008  | 2013  | 2018  |
| -------------- | ----- | ----- | ----- |
| Commune        | 5,2 % | 6,7 % | 3,4 % |
| Département    | 6,1 % | 7,5 % | 8,2 % |
| France entière | 8,3 % | 10 %  | 10 %  |

En 2018, la population âgée de 15 à 64 ans s'élève à 600 personnes, parmi lesquelles on compte 73 % d'actifs (69,6 % ayant un emploi et 3,4 % de chômeurs) et 27 % d'inactifs,. Depuis 2008, le taux de chômage communal (au sens du recensement) des 15-64 ans est inférieur à celui de la France et du département.
La commune fait partie de la couronne de l'aire d'attraction d'Auch, du fait qu'au moins 15 % des actifs travaillent dans le pôle,. Elle compte 212 emplois en 2018, contre 217 en 2013 et 191 en 2008. Le nombre d'actifs ayant un emploi résidant dans la commune est de 426, soit un indicateur de concentration d'emploi de 49,8 % et un taux d'activité parmi les 15 ans ou plus de 56,9 %.
Sur ces 426 actifs de 15 ans ou plus ayant un emploi, 60 travaillent dans la commune, soit 14 % des habitants. Pour se rendre au travail, 93,5 % des habitants utilisent un véhicule personnel ou de fonction à quatre roues, 1,2 % les transports en commun, 2,6 % s'y rendent en deux-roues, à vélo ou à pied et 2,7 % n'ont pas besoin de transport (travail au domicile).

### Activités hors agriculture

#### Secteurs d'activités
65 établissements sont implantés  à Ordan-Larroque au 31 décembre 2019. Le tableau ci-dessous en détaille le nombre par secteur d'activité et compare les ratios avec ceux du département,.
| Secteur d'activité                                                                                        | Commune | Commune | Département |
| Secteur d'activité                                                                                        | Nombre  | %       | %           |
| --- | ------- | ------- | ----------- |
| Ensemble                                                                                                  | 65      |         |             |
| Industrie manufacturière, industries extractives et autres                                                | 3       | 4,6 %   | (12,3 %)    |
| Construction                                                                                              | 19      | 29,2 %  | (14,6 %)    |
| Commerce de gros et de détail, transports, hébergement et restauration                                    | 16      | 24,6 %  | (27,7 %)    |
| Activités financières et d'assurance                                                                      | 3       | 4,6 %   | (3,5 %)     |
| Activités immobilières                                                                                    | 4       | 6,2 %   | (5,2 %)     |
| Activités spécialisées, scientifiques et techniques et activités de services administratifs et de soutien | 8       | 12,3 %  | (14,4 %)    |
| Administration publique, enseignement, santé humaine et action sociale                                    | 4       | 6,2 %   | (12,3 %)    |
| Autres activités de services                                                                              | 8       | 12,3 %  | (8,3 %)     |

Le secteur de la construction est prépondérant sur la commune puisqu'il représente 29,2 % du nombre total d'établissements de la commune (19 sur les 65 entreprises implantées  à Ordan-Larroque), contre 14,6 % au niveau départemental.

#### Entreprises et commerces
Les deux entreprises ayant leur siège social sur le territoire communal qui génèrent le plus de chiffre d'affaires en 2020 sont : 
- OGR, commerce de gros (commerce interentreprises) de céréales, de tabac non manufacturé, de semences et d'aliments pour le bétail (39 805 k€)
- Triathlon Sport, commerce de gros (commerce interentreprises) de fournitures et équipements industriels divers (5 322 k€)

### Agriculture
La commune est dans le « Haut-Armagnac », une petite région agricole occupant le centre du département du Gers. En 2020, l'orientation technico-économique de l'agriculture  sur la commune est l'exploitation de grandes cultures (hors céréales et oléoprotéagineuses).
|               | 1988  | 2000  | 2010  | 2020  |
| ------------- | ----- | ----- | ----- | ----- |
| Exploitations | 57    | 41    | 31    | 26    |
| SAU (ha)      | 2 709 | 2 322 | 2 012 | 1 619 |

Le nombre d'exploitations agricoles en activité et ayant leur siège dans la commune est passé de 57 lors du recensement agricole de 1988  à 41 en 2000 puis à 31 en 2010 et enfin à 26 en 2020, soit une baisse de 54 % en 32 ans. Le même mouvement est observé à l'échelle du département qui a perdu pendant cette période 51 % de ses exploitations,. La surface agricole utilisée sur la commune a également diminué, passant de 2 709 ha en 1988 à 1 619 ha en 2020. Parallèlement la surface agricole utilisée moyenne par exploitation a augmenté, passant de 48 à 62 ha.

## Culture locale et patrimoine

### Lieux et monuments
Le patrimoine historique et archéologique d'Ordan-Larroque est présenté dans le Conservatoire municipal d'archéologie et d'histoire, aménagé au pied de l'église paroissiale.
- Deux piles gallo-romaines: pile de Lasserre et pile de Larroque-Mengot.
- Le château de Meilhan.
- Église Saint-Jacques d'Ordan-Larroque.
- Église de Meilhan.
- Église de Larroque.

Deux chemins de randonnée sont balisés afin de permettre aux promeneurs de visiter le village.

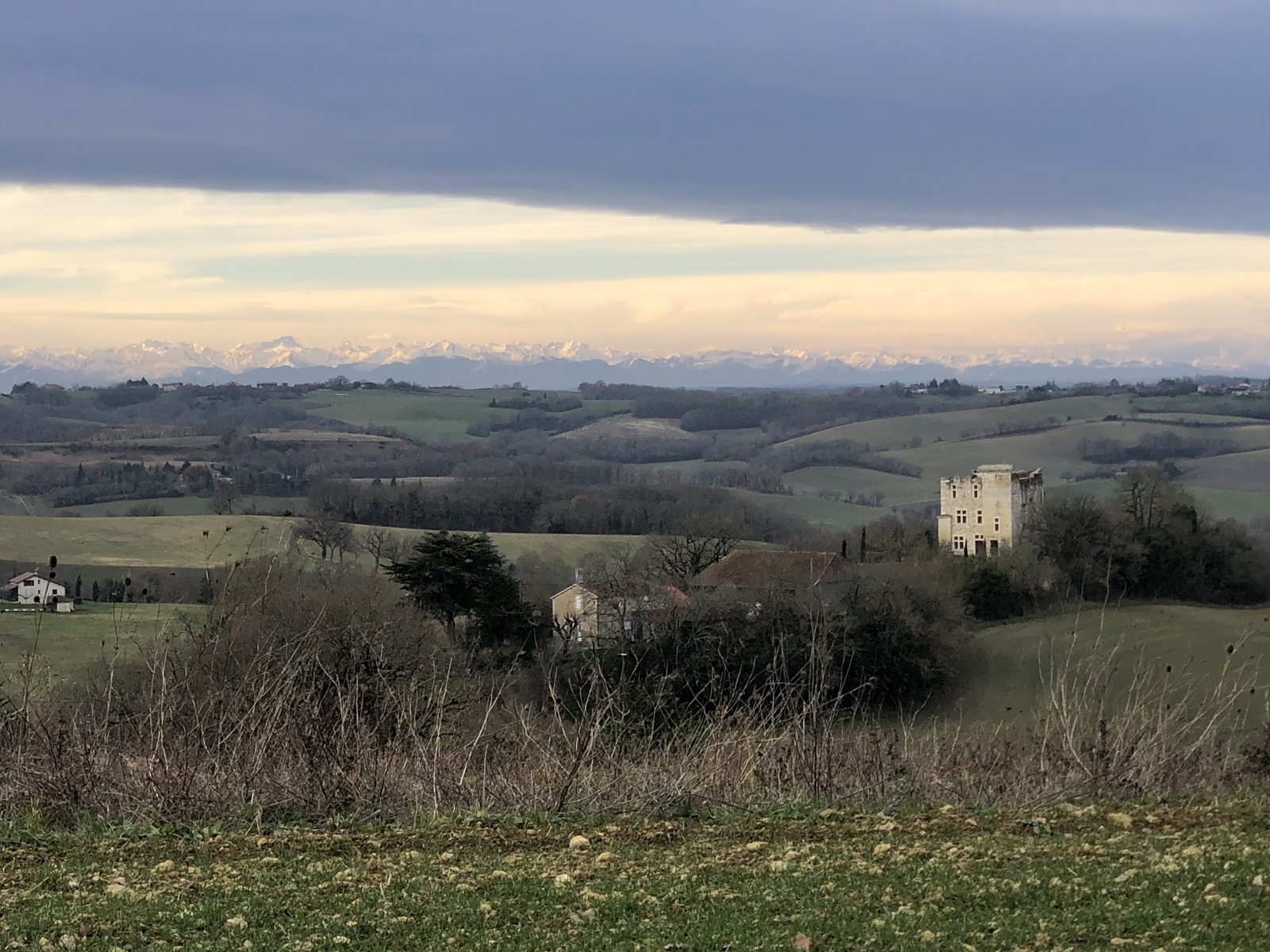
Vue sur le château de Meilhan et les Pyrénées.
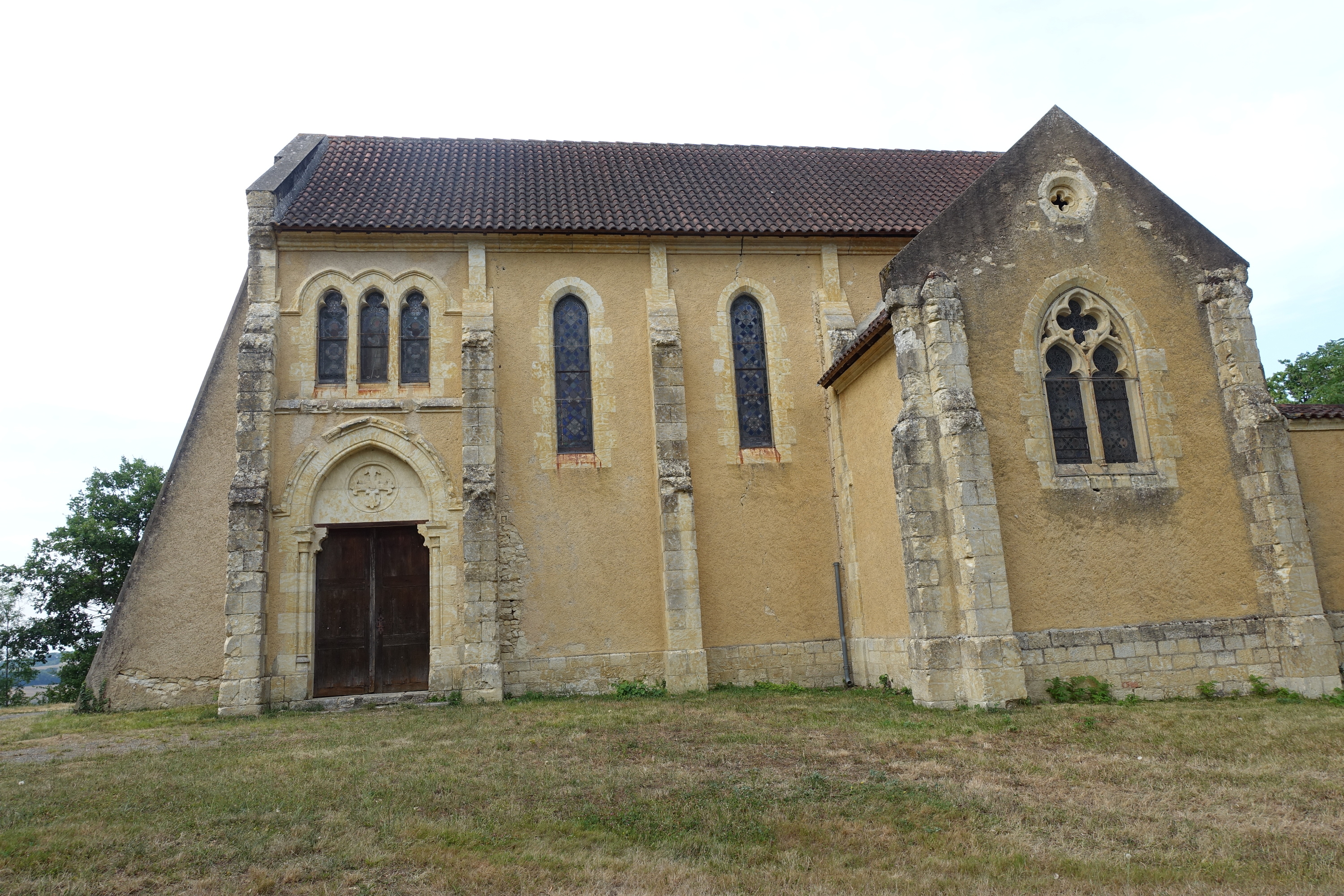
Église de Larroque.
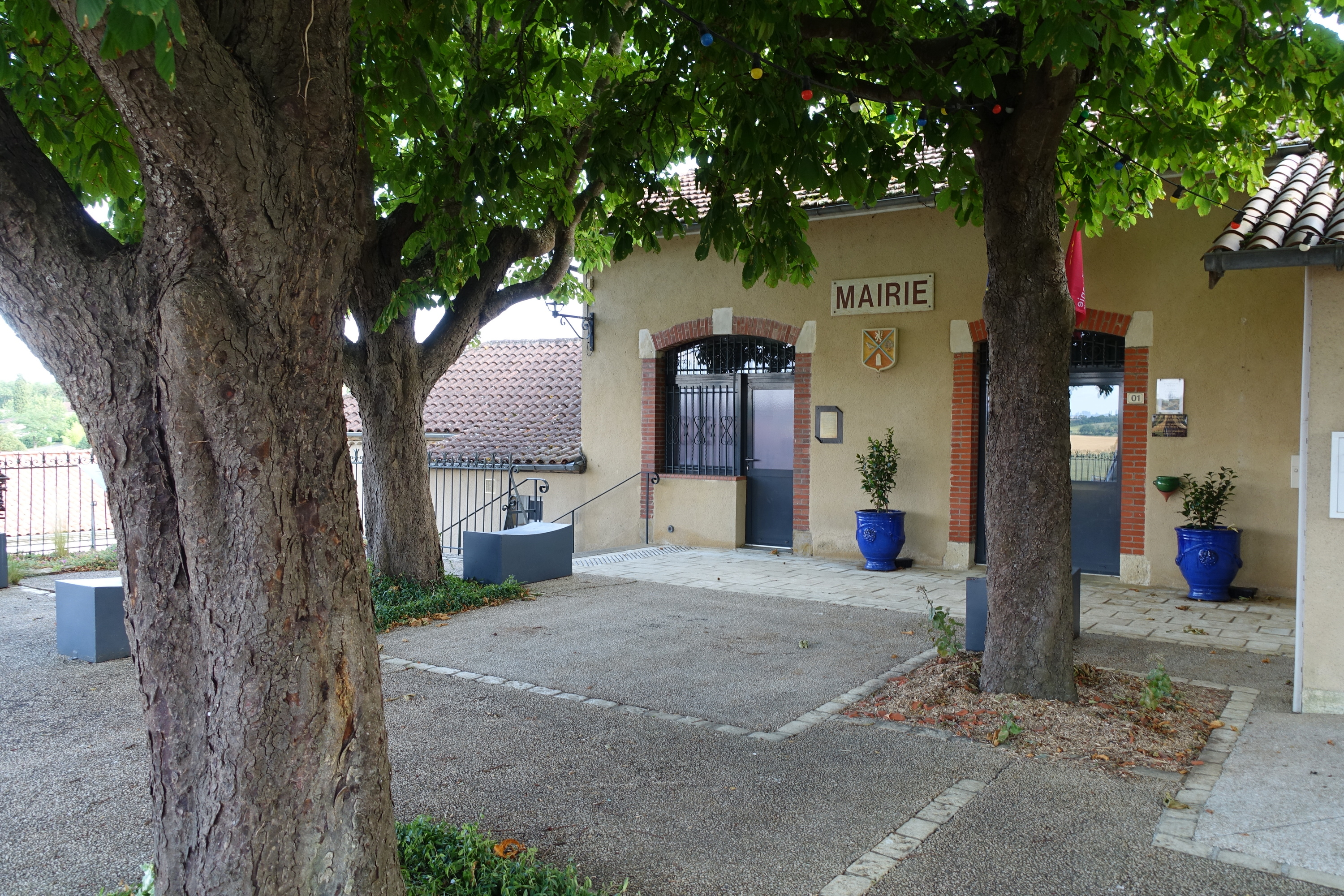
La Mairie.
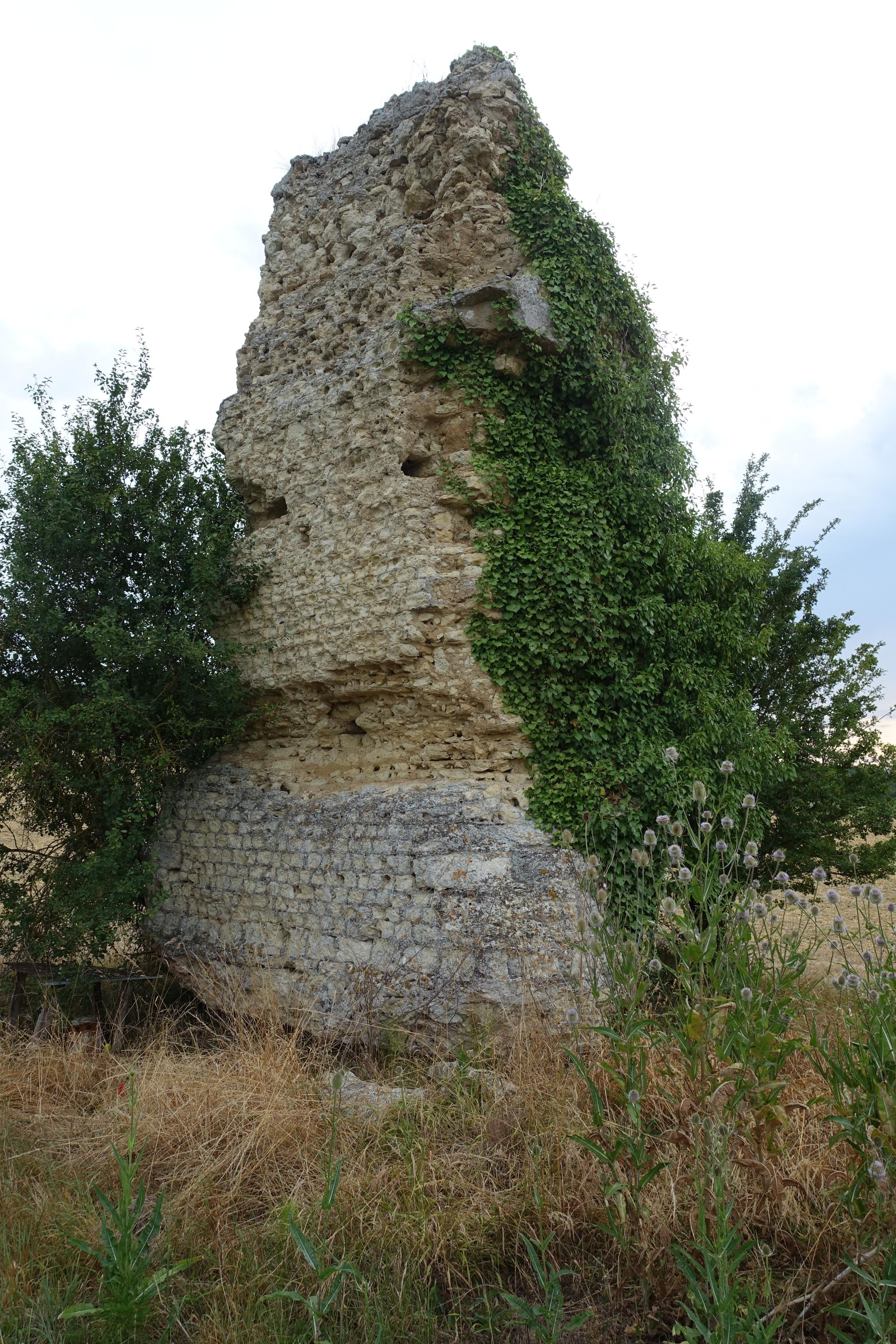
Pile gallo-romaine de Lasserre.

### Personnalités liées à la commune
- Jean Le Droff (1939-2021) : joueur de rugby à XV né à Ordan-Larroque.

### Héraldique
| Blason de Ordan-Larroque | Blason  | Écartelé en sautoir: au 1er de gueules au lion couronné d'argent, au 2e d'or à la corneille de sable becquée de gueules, au 3e d'or à un arbre arraché au naturel, au 4e de gueules à la borne d'argent maçonnée de sable; au sautoir en filet d'azur brochant sur la partition. |
| Blason de Ordan-Larroque | Détails | Adopté le 20 décembre 2017. |